# 尖头类雀稗
尖头类雀稗（学名：Paspalidium punctatum），为禾本科类雀稗属下的一个植物种。